# Celastrinites
Genre
Celastrinites est un genre fossile de plantes dicotylédones de la famille des Celastraceae (les Célastracées).
Les différentes espèces ont été trouvées dans des terrains datant du Crétacé supérieur.

## Systématique
Le genre Celastrinites est décrit par Saporta en 1865,

## Liste des espèces
Selon Paleobiology Database (site visité le 12 janvier 2023), le genre compte 4 espèces :
- †Celastrinites ambiguus, Lesquereux 1871
- †Celastrinites artocarpidioides, Lesquereux 1878
- †Celastrinites elegans, Lesquereux 1883
- †Celastrinites venulosus, Saporta 1865

D'autres noms existent, incluant:

- †Celastrinites alatus Knowlton
- †Celastrinites cowanensis Knowlton
- †Celastrinites gelyensis Sap.
- †Celastrinites kolymensis Knowlton
- †Celastrinites laevigatus Lesquereux
- †Celastrinites wardii

## Publication originale
- Gaston de Saporta, Études sur la végétation du Sud-Est de la France à l'époque tertiaire, 1865